# Arkadiusz Bagłajewski
Arkadiusz Stanisław Bagłajewski (ur. 13 listopada 1962 w Międzyrzecu Podlaskim), prof. dr hab., krytyk i historyk literatury W latach 1995–2010 redaktor naczelny kwartalnika literackiego "Kresy". Zajmuje się romantyzmem i współczesnością (literatura emigracyjna, literatura nowa i najnowsza), pracownik naukowy UMCS w Lublinie.
Jest autorem monografii "Ostatni romantyk. Twórczość liryczna Kornela Ujejskiego", Lublin 1999 oraz "Poezja "trzeciej epoki". O twórczości Zygmunta Krasińskiego w latach 1836-1843" (Lublin, 2009) a także studiów poświęconych twórczości Juliusza Słowackiego, Zygmunta Krasińskiego i innych polskich romantyków.  Opublikował ponad 200 prac w czasopismach i książkach zbiorowych.
Odznaczony Srebrnym (2002) i Złotym (2020) Krzyżem Zasługi.

## Książki
- Ostatni romantyk. Twórczość liryczna Kornela Ujejskiego, Lublin 1999.
- Poezja "trzeciej epoki". O twórczości Zygmunta Krasińskiego w latach 1836-1843, Lublin 2009.
- Mapy dwudziestolecia 1989-2009. Linie ciągłości, Lublin 2012.
- Obecność romantyzmu, Lublin 2015.
- Inny Krasiński, Lublin 2021.
- Zapomniany romantyzm. W kręgu tematów i twórców romantyzmu krajowego, Lublin 2024
- Kornel Ujejski, Skargi Jeremiego, opr., objaśnieniami i komentarzem opatrzył Arkadiusz Bagłajewski, Kielce 2024. Seria "Album Romantyczne" 5.